# Intergeschlechtlichkeit

Flagge für Intergeschlechtlichkeit (Morgan Carpenter, 2013)

Intergeschlechtlichkeit oder Intersexualität, auch Zwischengeschlechtlichkeit, bezeichnet die biologische Besonderheit von Menschen, deren körperliche Geschlechtsmerkmale nicht eindeutig als weiblich oder männlich einzuordnen sind. Intergeschlechtliche bzw. intersexuelle Menschen werden wegen dieser Abweichung häufig pathologisiert, obwohl sie meist gesund sind, und bereits Kinder werden genitalverändernden Operationen unterzogen, um sie der Norm anzupassen. Sie erleben häufig Diskriminierung, weshalb viele ihre Intergeschlechtlichkeit bzw. Intersexualität verstecken.
Der Terminus Intersexualität (nicht Intergeschlechtlichkeit) wird neben Menschen auch auf Tiere angewandt, er wurde von dem Genetiker Richard Goldschmidt 1915 sogar für Tiere (Schmetterlinge) neu eingeführt. Heute wird er meist anders als von Goldschmidt definiert verwendet und steht in Konkurrenz zum Begriff Gynandromorphismus, der beim Menschen nicht verwendet wird. Viele Forscher verwenden intersexuell eher für Organe oder Merkmale, die intermediär ausgeprägt sind, und gynandromorph eher dann, wenn sie mosaikartig auftreten, etwa bezogen auf rechte und linke Körperseite oder andere Körperabschnitte, der Sprachgebrauch ist aber nicht einheitlich.
Geschlechtliche körperliche Besonderheiten können etwa auf der chromosomalen, gonadalen, hormonellen oder anatomischen Ebene auftreten. Medizinisch wird Intergeschlechtlichkeit den sogenannten Varianten der Geschlechtsentwicklung oder -Differenzierung (DSD von englisch disorders of sex development) zugerechnet. Die medizinische Klassifikation wandelt sich stetig und wird innerhalb und außerhalb der Wissenschaft immer wieder kontrovers diskutiert.
Schätzungen der Häufigkeit sind schwierig und zwischen verschiedenen Forschern umstritten, weil die jeweils verwendeten Definitionen stark voneinander abweichen. Angegeben werden Größenordnungen zwischen einem Fall bei ca. 4500 bis 5500 Neugeborenen. Für manche gilt aber auch das PCO-Syndrom, das alleine etwa 4 % bis 12 % aller nach der Geburt als weiblich eingeordneten Menschen betrifft, als intergeschlechtlich. Dies zeigt, dass Schätzungen davon abhängen, was genau als intergeschlechtlich definiert wird und was als „normale“ weibliche bzw. männliche Biologie gilt. Für die Definierung solcher Normen wird dem medizinischen Bereich viel Geltungshoheit eingeräumt.
In Deutschland ist es seit 2018 möglich, „divers“ als Geschlecht in das Personenstandsregister einzutragen. Zuvor war es seit 2013 bereits möglich, auf einen Geschlechts-Eintrag zu verzichten. „Intergeschlechtlichkeit“ ist keine Geschlechtsidentität und je nach individuellem Geschlechtsempfinden nehmen sich intergeschlechtliche Menschen als weiblich, männlich oder nicht-binär wahr.
Im deutschen Sprachraum bevorzugen viele Personen den Begriff „Intergeschlechtlichkeit“ anstatt des veralteten medizinischen Fachbegriffs „Intersexualität“, da dieser das potentielle Missverständnis vermeide, es handele sich um eine sexuelle Orientierung, und den Bezug zum biologischen Geschlecht betone. Als Gegenbegriff zu „intergeschlechtlich“ bzw. „intersexuell“ wurde der Begriff „endogeschlechtlich“ bzw. „endosexuell“ geprägt.

## Begriffsgeschichte

### Wissenschaftliche Begriffsgeschichte

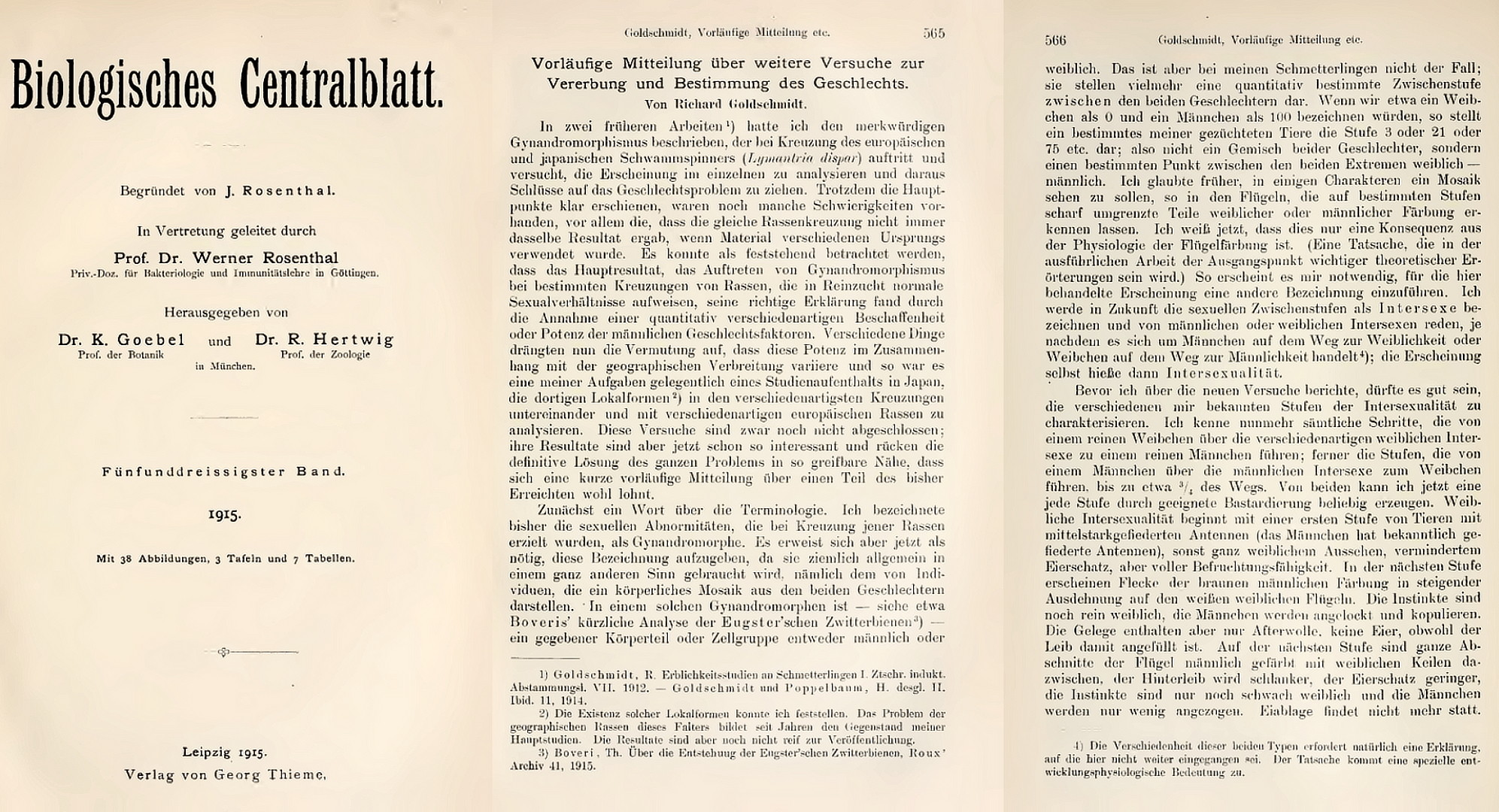
Wie die Begriffe „intersex“ / „Intersexualität“ geprägt wurden

Die Bezeichnung Intersexualität prägte 1915 der Genetiker Richard Goldschmidt. Er setzt sich zusammen aus dem lateinischen Präfix inter- für ‚zwischen‘ und dem lateinischen sexus für ‚Geschlecht‘ und bedeutet (körperliche) ‚Zwischengeschlechtlichkeit‘, ein spätestens seit den 1920/1930er Jahren verwendeter Begriff. Goldschmidt verwies damit auf geschlechtliche Erscheinungsformen, die er als Mischungen zwischen idealtypischen männlichen und weiblichen Phänotypen betrachtete. Diese erklärte er durch eine spezielle genetische Theorie, die von einer prekären Balance zwischen Männlichkeits- und Weiblichkeitsbestimmern ausgeht. Goldschmidts Theorie wurde bis in die 1950er Jahre hinein in der deutschen medizinischen Literatur zitiert, wenn auch der Terminus Intersexualität in unterschiedlicher Bedeutung Verwendung fand. Spätere medizinische Nomenklaturen vermischten eine Einteilung anhand der Chromosomen mit der älteren Klassifikation anhand der Keimdrüsen, die auf drei Kategorien beruhte: Hermaphroditismus, weiblicher und männlicher Pseudohermaphroditismus. Im Oktober 2005 fand in Chicago, USA, eine Konsensuskonferenz der Lawson Wilkins Pediatric Endocrine Society (LWPES) und der European Society for Paediatric Endocrinology (ESPE) statt, auf der ein Consensus Statement on management of intersex disorders verabschiedet wurde. Dieses empfahl, anstelle der bisherigen Begriffe Intersexualität oder Hermaphroditismus die Bezeichnung „Disorders of sex development“ (DSD) zu verwenden. In früheren Leitlinien wurde dies zunächst wörtlich übersetzt als „Störungen der Geschlechtsentwicklung“ ins Deutsche übernommen. Jedoch kritisierten intergeschlechtliche Menschen, dass Intergeschlechtlichkeit damit als Störung oder Krankheit bezeichnet wurde. Die Bundesärztekammer führte daraufhin begleitend den Begriff „Varianten“ ein. In der aktuellen medizinischen Leitlinie der Wissenschaftlichen Medizinischen Fachgesellschaften (AWMF) wird nur noch der Begriff „Varianten der Geschlechtsentwicklung“ verwendet, „da der Begriff ‚disorders‘ (Störung) eine Pathologie impliziert“, wie auch in der Leitlinie festgestellt wird. Im bundesdeutschen Gesetz zum Schutz von Kindern mit Varianten der Geschlechtsentwicklung von 2021 wird ebenfalls nur noch der Begriff „Varianten“ verwendet.
Aktuelle Forschungsprojekte zu Intergeschlechtlichkeit in Deutschland (Stand 2023) wurden von der Universität Hamburg, der Ruhr-Universität Bochum sowie vom Studienzentrum der EKD für Genderfragen in Kirche und Theologie durchgeführt. Aus dem Projekt der Ruhr-Universität Bochum ist das Online-Portal Inter-NRW hervorgegangen, welches ein umfangreiches Glossar zum Thema veröffentlicht hat. Auf der Webseite zum Forschungsprojekt der Universität Hamburg heißt es: „Inzwischen wird Intersexualtität vom Begriff Intergeschlechtlichkeit abgelöst. Im Englischen findet der Begriff Intersex Verwendung“. In aktuellen wissenschaftlichen Arbeiten wie dem Abschlussbericht „Intersexualität In NRW“ oder dem „Handbuch Interdisziplinäre Geschlechterforschung“ wird in der Begründung der verwendeten Terminologie auf Veröffentlichungen von Selbstvertretungs-Verbänden wie die Broschüre „Inter* und Sprache“ des TransInterQueer-Projekts „Antidiskriminierungsarbeit & Empowerment für Inter*“ verwiesen.

### Eigenbezeichnungen
Organisationen wie die Internationale Vereinigung Intergeschlechtlicher Menschen (IVIM) (deutsche Sektion des weltweiten Netzwerks Organization Intersex International OII) und der Verein Intergeschlechtliche Menschen kritisieren die Bezeichnung „DSD“ (disorders of sex development) als pathologisierend und sexistisch. Auch die Bundesärztekammer spricht seit 2015 von „Varianten/Störungen der Geschlechtsentwicklung“, um eine aus Sicht der Betroffenen diskriminierende Pathologisierung zu vermeiden.
Menschen, deren körperliche Geschlechtsmerkmale nicht der weiblichen oder männlichen Norm entsprechen, bezeichnen sich selbst zum Beispiel als intergeschlechtliche Menschen, als intergeschlechtliche Frau oder intergeschlechtlicher Mann, als diverse Person oder auch als intergeschlechtlich geborene Person. Verwendet wird auch die Schreibweise inter*, wobei das Sternchen * für die genannten und weitere mögliche Selbstbezeichnungen steht. Das Sternchen soll auch Raum für weitere Selbstbezeichnungen bieten sowie eine Alternative zu pathologisierender Sprache darstellen. Manchmal findet sich auch die Bezeichnung drittes Geschlecht, die jedoch nicht von allen akzeptiert wird. Es lässt sich beobachten, dass intergeschlechtliche Menschen als Eigenbezeichnung verstärkt – gerade auch als Antwort auf die aufgezwungene „Störung“ – wieder den historischen Begriff „hermaphrodite“ benutzen. Als politische Selbstbezeichnung (Geusenwort) ist teilweise auch Herm und Zwitter gebräuchlich. Manche intergeschlechtlichen Menschen bezeichnen sich ebenso wie manche trans Menschen als zwischengeschlechtlich. 

### Abgrenzung zum Begriff der Sexualität
Der Begriff sex in Intersex leitet sich wie auch Sexualität vom lateinischen Geschlechtsbegriff sexus ab (siehe oben). Sexualität bedeutet hingegen nicht nur das biologische Erscheinungsbild (Geschlechtlichkeit), sondern kann unter anderem auch für körperliche Aktionen, Handlungen oder Praktiken (Sex) stehen (Sexualität des Menschen). Die Ähnlichkeit der Begriffe ist also rein sprachlich bedingt, da sich Intersexualität nur auf Aspekte des biologischen Geschlechts bezieht.
Durch den eventuell irreführenden Bezug auf die Sexualität, aber auch weil Intersexualität (und sein englisches Pendant intersex) als Begriff medizinisch konnotiert sind, wird der Begriff von einigen als problematisch gesehen. Gruppierungen wie der Verein Intergeschlechtliche Menschen Landesverband Niedersachsen e. V. und der Intergeschlechtliche Menschen e. V. haben sich daher in den letzten Jahren umbenannt und die Endung -sexuell durch -geschlechtlich ersetzt. Auch in vom Bund herausgegebenen Materialien wird mittlerweile zunehmend als deutsche Bezeichnung nur noch intergeschlechtlich und inter* genutzt. Laut Dan Christian Ghattas werde „[i]nnerhalb des menschenrechtskonformen, entpathologisierenden Diskurses […] Intergeschlechtlichkeit mittlerweile übergreifend verwendet“.

## Biologische und medizinische Aspekte

### Verhältnis zwischen Intergeschlechtlichkeit und Transgeschlechtlichkeit
Abzugrenzen ist die Intergeschlechtlichkeit von der Transgeschlechtlichkeit:
Bis vor Kurzem schlossen sich im medizinischen Bereich die Diagnose für Intergeschlechtlichkeit bzw. „Varianten der Geschlechtsentwicklung“ und „Transsexualität“ aus. Der Begriff Transsexualität stammt aus der Mitte des 20. Jahrhunderts und entstammt insbesondere der medizinischen Debatte. Er wurde in den 1970er Jahren als Abgrenzung zu Transvestismus genutzt und definierte den Drang, das körperliche Geschlecht zu verändern. Transsexuelle Menschen fühlen sich einem anderen Geschlecht als dem bei der Geburt zugewiesenen zugehörig. Für die medizinische Diagnose „Transsexualität“ war Intergeschlechtlichkeit im inzwischen überholten Diagnosehandbuch ICD-10 daher formal ein Ausschlusskriterium.
Auch in der inzwischen abgelösten vierten Auflage des Diagnosehandbuchs Diagnostic and Statistical Manual of Mental Disorders (DSM) der American Psychiatric Association (DSM-IV), das in den USA, aber auch in weiteren Ländern sowie international in der Forschung eingesetzt wird, schlossen sich Intergeschlechtlichkeit und „Geschlechtsidentitätsstörung“, welche hier bereits 1994 die Diagnose „Transsexualität“ abgelöst hatte, gegenseitig aus. Dies wurde damit begründet, dass die Stigmatisierung intergeschlechtlicher Menschen durch die Zuschreibung einer psychischen Störung zu vermeiden sei.
Eine solche Stigmatisierung von Trans wird inzwischen sowohl im DSM-5 als auch in der ICD-11 stärker als zuvor vermieden. „Transsexualität“ wurde inzwischen auch im ICD abgelöst und ist somit keine medizinische Diagnose mehr.
In der ICD-11 ist stattdessen nun die Diagnose „Geschlechtsinkongruenz“ in Gebrauch, welche statt zuvor als Verhaltensstörung nun als eine Condition related to Sexual Health (dt. Zustand mit Bezug zur sexuellen Gesundheit) eingeordnet wird. Das bereits 2013 veröffentlichte DSM-5 hatte mit „Genderdysphorie“ ebenfalls eine Diagnose eingeführt, welche die bisherige Pathologisierung von trans Menschen verringern sollte und neben binären auch weitere Geschlechtsidentitäten einschließt. Im DSM-5 schließen sich die Diagnosen „Störung der Geschlechtsentwicklung“ (für intergeschlechtliche Menschen) und „Genderdysphorie“ erstmals nicht mehr aus. Die Diagnose Genderdysphorie bezeichnet nun eine mit Leiden oder Beeinträchtigung einhergehende Unstimmigkeit zwischen dem nach der Geburt zugewiesenen Geschlecht und dem von einem transgeschlechtlichen oder intergeschlechtlichen Menschen als richtig empfundenen Geschlecht. Kritisiert wird aber weiterhin, dass intergeschlechtlichen Menschen mit „Störung der Geschlechtsentwicklung“ überhaupt eine Störung diagnostiziert wird, was als medizinisch nicht notwendige Pathologisierung gesehen wird.
Zunächst außerhalb des medizinischen Bereichs wurde der Begriff Transsexualität zunächst vom Begriff Transgender bzw. Transgeschlechtlichkeit abgelöst, der seit den 1990er Jahren gebräuchlich ist und auch Einzug in die klinische Praxis gefunden hat. Er wurde unter anderem deshalb stark gemacht, um die Definitionsmacht von Staat und Medizin über queere Menschen zu schwächen. Mit dem medizinischen Modell wurde auch der Anspruch, sich an „normale“ Männer und Frauen angleichen zu müssen, kritisiert. Seit 2010 wird zunehmend der Begriff Trans* verwendet. Das Spektrum von transgender sollte hiermit erweitert werden, etwa um Menschen einzuschließen, die eine streng binäre Geschlechtszuweisung oder -kategorisierung bei sich ablehnen (vergleiche Nichtbinäre Geschlechtsidentitäten).
Intergeschlechtliche Menschen können grundsätzlich auch trans sein. Die Existenz intergeschlechtlicher Menschen mit trans Empfindungen stellt allerdings die medizinische Diagnose „Geschlechtsinkongruenz“ eventuell in Frage: Zum einen ist es schwierig, im Verhältnis zum biologischen Geschlecht eine Inkongruenz festzustellen, wenn sich dieses biologische Geschlecht selbst nicht einfach in weiblich oder männlich einordnen lässt. Geschlechtsinkongruenz könnte alternativ allerdings auch im Verhältnis zum bei der Geburt zugewiesenen Geschlecht bestimmt werden. In dem Fall stellt sich die Frage, ob man nicht die Geburtszuweisung hinterfragen möchte und somit statt von einer Inkongruenz eher von der Korrektur einer fälschlichen Geburtszuweisung ausgehen sollte. Die Diagnose kann Aspekte vernachlässigen, wie etwa die Tatsache, dass bei einer im Kindesalter durchgeführten medizinischen Geschlechtsangleichung die Inkongruenz iatrogen sein kann. Zudem könne Geschlechtsdysphorie auch als Ergebnis der starken Ablehnung, die intergeschlechtliche Menschen im Laufe ihres Lebens erfahren können, auftreten. Insofern sei es wichtig, Diagnosen wie Gender-Dysphorie nicht als psychische Erkrankung einzuordnen, sondern etwa als Minority Stress.
Während es Überschneidungen innerhalb der LGBT- und I-Bevölkerung gibt, identifizieren sich viele intergeschlechtliche Menschen aber auch mit dem Geschlechtseintrag nach der Geburt und sind somit cisgender. Für viele ist die Frage nach der geschlechtlichen Identität aber auch komplex, weil sie mit der binären gesellschaftlichen Geschlechterordnung in Konflikt steht.

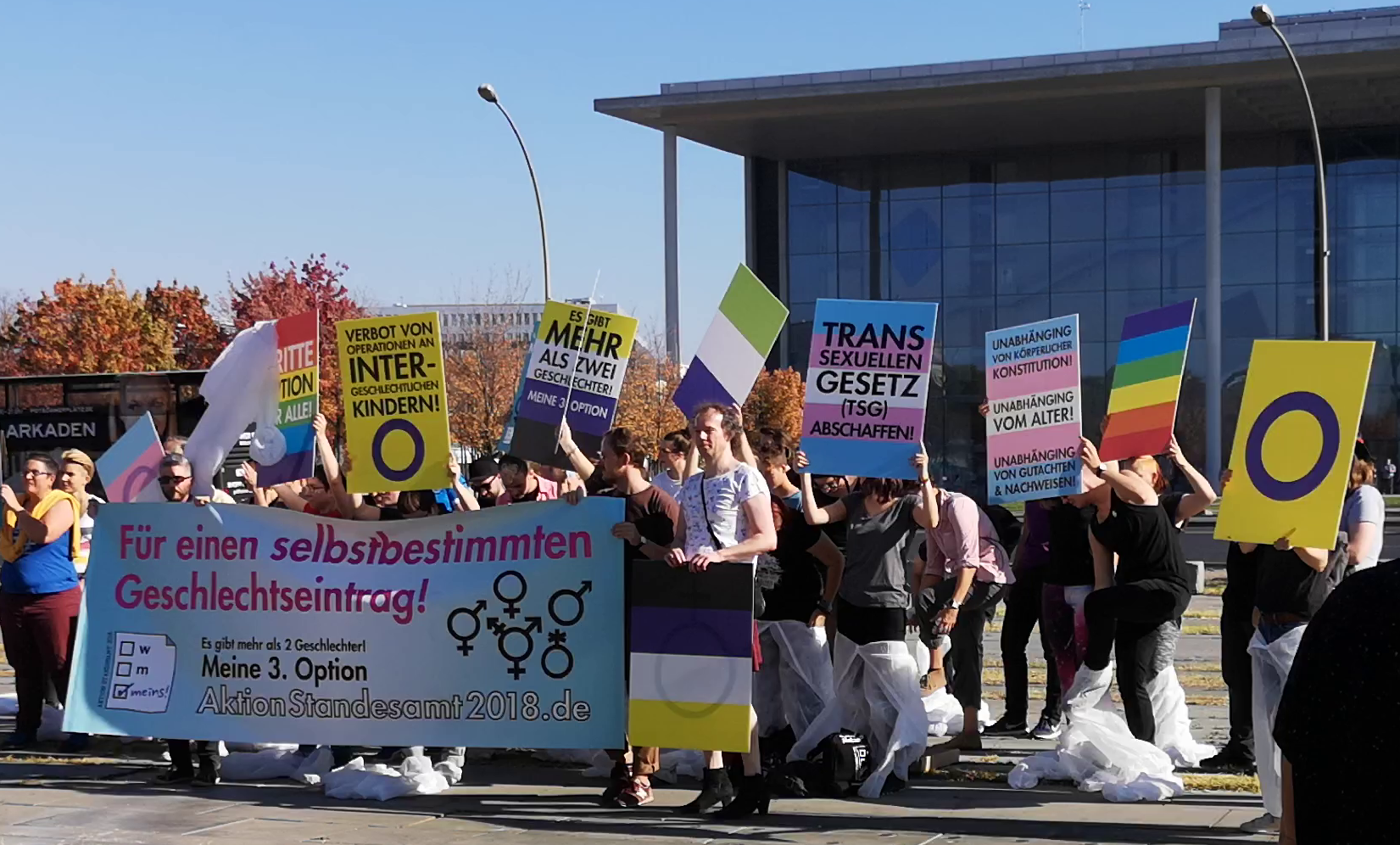
Bei einer Kundgebung im Jahr 2018 für die Schaffung eines dritten Geschlechtseintrags sind die Flaggen für intergeschlechtliche, nichtbinäre, genderqueere und transgeschlechtliche Menschen nebeneinander zu sehen

Während in einigen Organisationen und Bündnissen trans- und intergeschlechtliche Menschen zusammenarbeiten, weil viele Gemeinsamkeiten gesehen werden, betonen andere intergeschlechtliche Menschen die Unterschiede für ihre effektive Interessenvertretung. Gemein haben intergeschlechtliche und trans Interessengruppen die Forderung nach Selbstbestimmung: Transmenschen und Gutachter betonten, dass die Geschlechtsidentität eines Menschen nicht „objektiv“ von außen, sondern nur durch die Person selbst bestimmt werden kann und dass daher Gatekeeping-Verfahren wie das deutsche Transsexuellengesetz überflüssig seien (es wurde zum 1. November 2024 durch das Selbstbestimmungsgesetz abgelöst). Intergeschlechtlichen Menschen ist wichtig, nicht-konsensuelle medizinische Eingriffe, insbesondere genitalverändernde Operationen im Kindesalter, zu beenden (in Deutschland seit 2021 verboten, siehe unten). Sowohl inter* als auch trans* Menschen erleben zudem aufgrund ihrer Abweichung von üblichen Normalitätsvorstellungen Diskriminierung, Anpassungsdruck an heterosexuelle Normen, und eine Unterdrückung ihrer Trans- oder Intergeschlechtlichkeit.

### Ursachen
Uneindeutigkeiten des Körpergeschlechts sind biologisch möglich, weil die Geschlechtsorgane beim weiblichen und männlichen Embryo aus denselben Anlagen (Geschlechtsorgan) entstehen. Bei der körperlichen Entwicklung kann es zu folgenden Variationen kommen:
- Chromosomale Variationen: Statt der durchschnittlich am häufigsten vorzufindenden Karyotypen:
  - 46,XX („weiblich“) und
  - 46,XY („männlich“)
gibt es unter anderem auch die Varianten:
  - 45,X, bekannt als Turner-Syndrom mit einem weiblichen Phänotyp, und
  - 47,XXY, das Klinefelter-Syndrom mit männlichem Phänotyp, sowie
Mosaike:
  - mos45,X/46,XX,
  - mos45,X/46,XY und
den Chimärismus
  - chi46,XX/46,XY.

Das chromosomale Geschlecht ist die Basis aller weiteren Geschlechtsausprägungen.
- Gonadale Variationen:
  - ausbleibende Entwicklung (Agonadismus);
  - Ausbildung ganz oder partiell zu sog. Streifengonaden (nicht oder nur teilweise ausgebildete Gonadendysgenesien);
  - ovarielle und testikuläre Gewebeanteile in:
    - entweder denselben (Ovotestes) oder
    - getrennten Keimdrüsen (echter Hermaphroditismus/Hermaphroditismus verus).
- Hormonelle Variationen: Auffällige Serumspiegel bei Geschlechtshormonen und deren Vorläufern, teils mit Folgen wie:
  - Gynäkomastie (Brustentwicklung bei nach der Geburt als männlich eingeordneten Menschen) oder
  - Hirsutismus (sehr starke Körperbehaarung bei nach der Geburt als weiblich eingeordneten Menschen),
teils aber auch die sexuelle Differenzierung insgesamt betreffend. Diese kann unterschiedliche Ursachen (chromosomale, gonadale und nephrologisch bedingte Varianten, Enzymdefekte) haben.
- Anatomische Variationen: Von geschlechtlichen Besonderheiten mit unspezifischen Ursachen bis zu eher kulturell bedingten Einschätzungen (Grundlage des sozialen Geschlechts) wie „zu“ kleiner Penis oder „zu“ große Klitoris sind sehr viele Variationen bekannt.

Viele intergeschlechtliche Syndrome bestehen nicht nur aus einer einzigen nachweisbaren Variation, sondern entstehen im Zusammenspiel mehrerer Faktoren, so zum Beispiel beim Androgenrezeptor-Defekt (AIS, Androgenresistenz). Hier sind komplette Androgenresistenz bzw. vollständiger AIS (CAIS, von complete AIS), partielle Androgenresistenz bzw. partieller AIS (PAIS) und minimale Androgenresistenz bzw. minimaler AIS (MAIS) zu unterscheiden. Bei kompletter Androgenresistenz (CAIS) entwickeln sich zum Beispiel bei einem Fötus mit XY-Chromosomen Hoden, die im Körper verbleiben können. Die Rezeptoren für Testosteron fehlen jedoch, so dass sich ein „weiblich aussehendes“ äußeres Genital (allerdings ohne weibliche innere Organe) entwickelt; das Erziehungsgeschlecht ist dann meist weiblich. Intergeschlechtliche Menschen mit CAIS werden – anders als bei PAIS – oft erst in der Pubertät erkannt. Bei weniger ausgeprägter Resistenz kommt es laut dem medizinischen Wörterbuch Pschyrembel Wörterbuch Sexualität zu unterschiedlichen Ausbildungen der männlichen Sexualorgane (Hypospadie, Kryptorchismus, Azoospermie) und körperlicher Feminisierung (z. B. Gynäkomastie, siehe Reifenstein-Syndrom).
Bei einem XY-chromosomalen Menschen mit Swyer-Syndrom aufgrund der Deletion des SRY-Gens sind auch Vagina und Uterus ausgebildet, in Gewebeproben findet sich allerdings kein Barrkörperchen (Geschlechts-Chromatin), das bei jedem XX-chromosomalen Menschen zu finden ist. Auch das Swyer-Syndrom fällt oft erst mit (ausbleibendem) Pubertätsbeginn auf.
Bei einem XY-chromosomalen Kind mit genetisch bedingtem 5α-Reduktase-Mangel ist eine Umformung von Testosteron in die biologisch wesentlich aktivere Form des Dihydrotestosterons in den Zeilzellen des urogenital sinus und genital tubercle nicht in ausreichendem Maße möglich. Deshalb findet in diesem Falle die vollständige Geschlechtsdifferenzierung des männlichen Embryos nicht statt. Dieses Kind sieht bei seiner Geburt wie ein Mädchen aus, da die primären Geschlechtsmerkmale eher wie eine Vulva wirken. Mit Beginn der Pubertät produziert der Körper eine deutlich gesteigerte Menge an Testosteron und manchmal auch etwas Dihydrotestosteron. Dadurch bildet sich aus der bislang uneindeutigen bis leicht vergrößerten Klitoris ein eher kleiner männlicher Penis, wobei eine Fehlbildung der Harnröhre, die sogenannte Hypospadie, häufiger auftritt. Die schwach ausgebildete Prostata vergrößert nunmehr in der Regel ihr Volumen, bleibt jedoch unterentwickelt. Die bisher im Bauchraum befindlichen Hoden steigen oft in den sich bildenden Hodensack herab. Diese Entwicklung kann manchmal auch ohne medizinische Hilfe bis zur vollständigen Fortpflanzungsfähigkeit führen.
Zu berücksichtigen ist auch das Vorhandensein einer Prostata bei fast allen XY-chromosomalen Menschen mit intergeschlechtlichen Syndromen.

### Häufigkeit
Intergeschlechtlichkeit ist keine medizinische Diagnose, sondern eine zusammenfassende Bezeichnung für sehr unterschiedliche körperliche Phänomene mit unterschiedlichen Ursachen, so beispielsweise Abweichungen der Geschlechtschromosomen, genetisch oder medikamentös bedingte hormonelle Varianten der Entwicklung, die nicht geschlechtschromosomal bedingt sind, und Unfälle. Genaue epidemiologische Daten über intergeschlechtliche Kinder und Erwachsene in Deutschland existieren zurzeit nicht, es gibt lediglich Schätzungen. Das Fehlbildungsmonitoring Sachsen-Anhalt gibt eine Größenordnung von 0,5 bis 1 je 1000 Kinder an. Das Bundesverfassungsgericht führt in einem Beschluss aus dem Jahr 2017 als Beispiel die Schätzung 1:500 aus dem Klinischen Wörterbuch von Pschyrembel (Auflage von 2014) an. Eine große Gruppe umfasst die Menschen mit einem Adrenogenitalen Syndrom (AGS, im englischen Sprachgebrauch CAH für Congenital Adrenal Hyperplasia) mit einer Inzidenz von etwa 1:4000 bis 1:9000 Geburten. Die hormonelle geschlechtliche Variante PCO-Syndrom betrifft etwa 5–10 % aller bei der Geburt als weiblich eingeordneten Menschen.
Um Intergeschlechtlichkeit auszuschließen, ist eine ausführliche körperliche Untersuchung einschließlich Chromosomenanalyse notwendig (Karyogramm).

### Medizinische Geschlechtsangleichung bzw. -festlegung

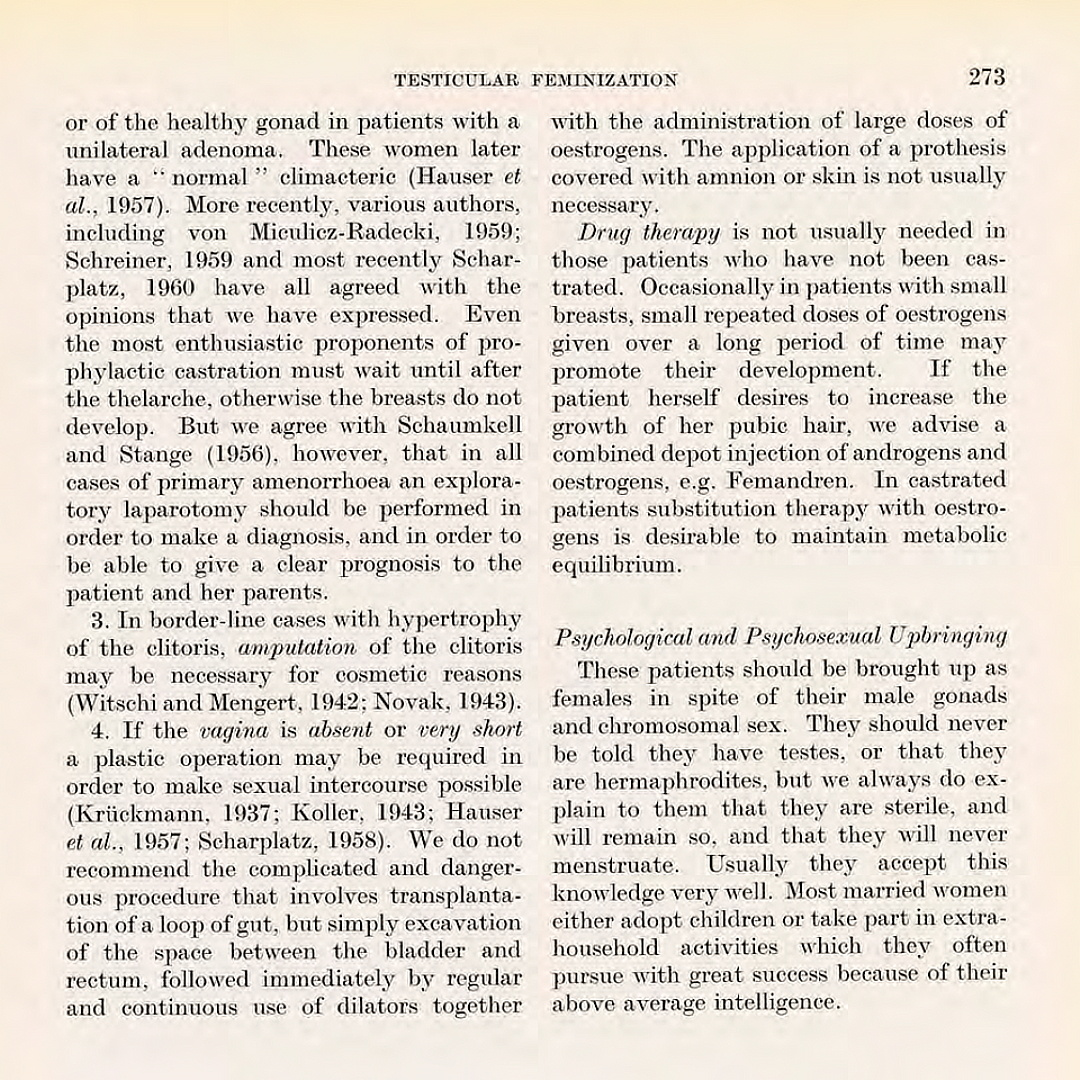
„They should never be told…“ (deutsch: „Es sollte ihnen niemals erzählt werden…“)
International veröffentlichte Behandlungsempfehlungen bei Androgenresistenz aus der Schweiz, 1963.

Seit den 1960er Jahren werden bei Kindern mit nicht eindeutig bestimmbarem Geschlecht häufig bereits im Neugeborenenalter geschlechtsangleichende Operationen durchgeführt. Dazu gehörten zum Beispiel die Anlage einer Neovagina, die Verkleinerung des Genitals auf eine eindeutige, meist weibliche Größe (insbesondere Klitorisverkleinerung) und die Entfernung eventuell vorhandener Hoden, letztere in der Regel mit anschließender contra-chromosomaler Hormonersatztherapie.
Diese Eingriffe wurden zumeist ohne wirksame Einwilligung der Eltern, insbesondere ohne hinreichende Aufklärung über die mit diesen Eingriffen einhergehenden Risiken und medizinisch notwendigen Folgebehandlungen durchgeführt sowie oftmals auch ohne zwingende medizinische Indikation. Dies stand im Widerspruch zu der Bedeutung dieser Maßnahmen als irreversible Eingriffe in den Kernbereich der persönlichen Identität und der körperlichen Unversehrtheit. Anderen, deren Intergeschlechtlichkeit erst im Erwachsenenalter erkannt wurde – so etwa bei Lucie Veith –, wurde die neu entdeckte Vielfalt durch eine Operation genommen. Sie prangern später die Verletzungen an, die ihnen zugefügt wurden, nur um die eindeutige Einordnung in eines von zwei Geschlechtern (Dichotomie) (weiblich oder männlich) aufrechtzuerhalten, und sehen sich als zwangsweise transsexualisiert oder kastriert.
In einer Stellungnahme führte der Deutsche Ethikrat 2012 aus, dass die Situation von intergeschlechtlichen Menschen in starkem Maße durch Leidenserfahrungen, Missachtung seitens der Medizin, mangelnder Sensibilität des gesellschaftlichen Umfelds, administrativen und bürokratischen Hemmnissen und verbreiteter gesellschaftlicher Unkenntnis der Lebenswirklichkeit gekennzeichnet ist. Zur rechtlichen Bewertung stellt er dar, dass Eltern nach dem Preußischen Allgemeinen Landrecht von 1794 bei Nichteindeutigkeit zunächst das Geschlecht des Kindes festlegten. Im Alter von 18 Jahren hatte jedoch ein Zwitter das Recht, sein Geschlecht selbst frei zu wählen (sogenannter Zwitterparagraf). Mit der Einführung des Personenstandsrechts Ende des 19. Jahrhunderts wurde aus dem Wahlrecht eine Zuweisung von Amts wegen in die Kategorien „männlich“ und „weiblich“. Der Grund: Weil bewiesen war, dass „Selbstbefruchtung ausgeschlossen ist […] wurde von den meisten Forschern bis jetzt das Vorkommen wahrer Zwitter beim Menschen direkt geleugnet, und demgemäss wurden in der deutschen Gesetzgebung vom Jahre 1900 an die früher für Fragen betreffend Zwitter eingesetzten Gesetzesparagraphen ganz gestrichen.“
Im Ausland lassen mehrere Staaten eine weitere Geschlechtskategorie zu (zum Beispiel in Indien, Brasilien, Kosovo, Nordamerika und Indonesien). In Australien wurde 2011 eine dritte Kategorie für Geschlecht (X für „unbestimmt“) im Pass eingeführt. In Belgien kann das Geschlecht nach der Geburt eines Kindes als unbestimmbar eingetragen werden. In Deutschland kann seit der Neuregelung des Personenstandsgesetzes 2009 auf Verlangen darauf verzichtet werden, in die Geburtsurkunde das Geschlecht aufzunehmen (§ 59 Absatz 2 PStG).
In der Folge sah eine Beschlussempfehlung des Innenausschusses des Deutschen Bundestages eine weitere Änderung des Personenstandsrechts vor, die sich der Problemstellungen zum Thema Intergeschlechtlichkeit annahm und klarstellte, dass die Geschlechtsangabe im Geburtseintrag offenbleiben kann, wenn diese nicht zweifelsfrei feststeht. Eine entsprechende Neuregelung in § 22 Abs. 3 PStG ist seit dem 1. November 2013 in Kraft. Seit dem 22. Dezember 2018 kann neben dem Offenlassen des Geschlechtseintrags auch die Angabe „divers“ gewählt werden.
Abhängig von der konkreten Behandlungsbedürftigkeit im Einzelfall soll eine Therapie erfolgen, die nicht nur anatomische und physiologische, sondern auch psychische, psychosoziale und rechtliche Gesichtspunkte integriert. Indikationsstellung und Therapie bedürfen eines interdisziplinären Teams. Eine Leitlinie der Gesellschaft für Kinderheilkunde und Jugendmedizin aus dem Jahr 2011 trägt dem Rechnung, indem sie operative Eingriffe bei Säuglingen mit mehr Zurückhaltung beurteilt. Trotzdem gab es in den darauffolgenden Jahren keinen signifikanten Rückgang von geschlechtsnormierenden Operationen an Neugeborenen.
Am 22. Mai 2021 trat in Deutschland ein grundsätzliches Verbot von geschlechtsangleichenden Eingriffen bei nicht einwilligungsfähigen intergeschlechtlichen Kindern in Kraft, das allerdings viele Ausnahmen zulässt (siehe unten).

## Soziale Aspekte in westlichen Kulturen
Seit Ende des 19. Jahrhunderts ist bekannt, dass Menschen praktisch niemals Zwitter sind. Laut medizinischer Definition von Hugh H. Young ist für Zwitter der mikroskopische Nachweis von sowohl Eierstockgewebe als auch Hodengewebe im selben Körper erforderlich. Bis 1959 wurden aber nur 90 solcher Fälle in der wissenschaftlichen Literatur gezählt. Gängig war damals die Bezeichnung Pseudohermaphrodit („Scheinzwitter“). Goldschmidt sah 1916 in der Vorsilbe Schein- ein Vorurteil, weshalb er den neutraleren Begriff „Intersexualität“ schuf. Goldschmidt teilte die Auffassung von Magnus Hirschfeld, dass „atypische Sexualität“ biologisch begründet sei.
Daneben bestand und besteht die Annahme, dass es im Interesse des intergeschlechtlichen Menschen liege, seinen Körper einem „wirklichen“ Geschlecht anzupassen; begründet wird das meist mit der geschlechtlichen Zuordnung sowie sonst fehlender sozialer Akzeptanz. In der Praxis wird eine Geschlechtsfestlegung auch in vielen Alltagssituationen (Formulare für Geschäftsabschlüsse, Mitgliedschaften usw.) oder aus bürokratischen Gründen gefordert (Personenstand, manifestiert etwa in Ausweisen).
Aufgrund der von ihnen befürworteten Geschlechtsfestlegung üben auch Eltern auf ihre intergeschlechtlichen Kinder in der Regel bewusst besonders starken Druck aus, sich dem zugewiesenen Geschlecht entsprechend zu verhalten. Die Diagnosen der häufigen medizinischen Untersuchungen werden den Kindern oft routinemäßig verschwiegen, aus Schamgründen zum Teil bis ins Erwachsenenalter hinein.
Viele intergeschlechtliche Menschen, Transmenschen sowie einige kritische Wissenschaftler argumentieren hingegen, dass die Vorstellung von genau zwei sauber unterscheidbaren Geschlechtern (siehe Heteronormativität) falsch sei. Sie sind der Ansicht, dass die Festlegung auf eines der beiden gegenpoligen Geschlechter oft zweifelhaft sei und zu starken physischen und psychischen Beeinträchtigungen führen könne. In der Regel handele es sich bei einer Festlegung um einen durch sozialen Druck entstandenen Wunsch des Umfeldes und nicht um ein Bedürfnis der Betroffenen selbst. Die entsprechenden pädagogischen Maßnahmen werden abgelehnt, da sie bei den Kindern zu unmäßigem Druck führten und durch das Verschweigen der Hintergründe die psychische Verwirrung noch verstärkten.
Kritisiert wird vom intergeschlechtlichen Standpunkt aus auch die Theorie des Sexualwissenschaftlers John Money von 1955, dass Menschen mit einem ‚angeborenen Defekt der Genitalien‘ (birth-defective genitals) die soziale Rolle annehmen würden, die ihnen zugewiesen wird. Zur Differenzierung gegenüber Sex für die Einstufung anhand der körperlichen Ausbildung der Genitale prägte Money den Begriff Gender. Die Geschlechtsfeststellung, eigentlich eine willkürliche Genderfestlegung, wurde sogar in Fachliteratur zum medizinischen Notfall (clinical emergency) erklärt. Da die entsprechenden medizinischen Eingriffe oft im Säuglings- und Kleinkindalter vorgenommen wurden, werde der für die Betreffenden wichtigste Faktor, nämlich ihr psychosoziales „Identitätsgeschlecht“, nicht berücksichtigt. Stattdessen reiche die Entscheidungsfindung, so die Kritiker, oft von subjektiver Willkür (Eltern wünschten oft in selbst unplausibelsten Fällen eine männliche Zuweisung, nur wegen des uneindeutigen Genitals wird allerdings seit fünfzig Jahren meist weiblich zugewiesen) über medizinische Machbarkeit (John P. Gearharts zynisches: „Es ist einfacher, ein Loch zu machen als einen Pfahl zu bauen“) bis zu Ehrgeiz der Mediziner („Urologen basteln gerne Jungen“). Beleg für den kulturhistorisch bedingten Einfluss bei der Geschlechtsfestlegung sei, dass männliche Zuweisungen in drei Viertel aller Fälle in der zweiten Hälfte des 20. Jahrhunderts festgestellt wurden.
 Schweizer Entwicklung
Die Schweizer Nationale Ethikkommission im Bereich Humanmedizin (NEK-CNE) hatte sich bereits 2012 dafür ausgesprochen, die Bezeichnungen Zwitter, Intersexuelle oder ähnliches durch „Varianten der Geschlechtsentwicklung“ oder „Geschlechtsvarianten“ zu ersetzen. Dieser Vorschlag erfolgte mit der Begründung der Entsexualisierung des Themas im Interesse eines ungezwungenen und normalisierten Umgangs mit Menschen, die mit Geschlechtsvarianten geboren werden.
Im Jahr 2020 gab die NEK-CNE eine Stellungnahme ab zur Ethischen Erwägung zum Umgang mit dem Geschlechtseintrag im Personenstandsregister, die zusammenfasst:

„Die NEK-CNE vertritt die Auffassung, dass die heutige Regelung und Praxis der amtlichen Registrierung des Geschlechts unbefriedigend ist. Sie trägt der Vielfalt von Geschlechtsidentitäten ungenügend Rechnung und lässt fundamentale Interessen von Menschen mit nichtbinärer Geschlechtsidentität sowie von transidenten und intergeschlechtlichen Menschen ausser Acht. Daraus resultieren für die Betroffenen schwerwiegende Einschränkungen, die ihre Selbstbestimmung, die freie Wahl von Lebensvollzügen, aber auch den Schutz vor Diskriminierung betreffen.

Die Kommission kommt zum Schluss, dass jede der diskutierten Möglichkeiten der aktuellen Regelung vorzuziehen ist […]“

Diskutiert werden die Möglichkeiten des Offenlassens des Geschlechtseintrags (vergleiche Dritte Geschlechtsoption im deutschen Personenstandsgesetz ab 2013), der gänzliche Verzicht auf jegliche amtliche Registrierung des Geschlechts (vergleiche Postgenderismus), die Möglichkeit eines Eintrags «X» oder ein dem in Deutschland eingeführten «divers» entsprechender. Abzusehen sei von jeglichen medizinischen Voraussetzungen zur Wahl des eigenen Geschlechtseintrags. Der Bund solle eine dritte Eintragungsmöglichkeit einführen und mittelfristig sogar den vollständigen Verzicht auf einen Geschlechtseintrag prüfen. Ende 2020 entschieden der Nationalrat und der Ständerat, dass zur Änderung des Geschlechtseintrags männlich/weiblich ein Gang zum Zivilstandsamt ausreichen soll, wo die Änderung sofort eingetragen wird (75 Franken Gebühr).

## Juristische Aspekte

Länder, in denen intergeschlechtliche Kinder vor nicht einvernehmlichen medizinischen Eingriffen geschützt sind

Seit Inkrafttreten des Gesetzes über die Beurkundung des Personenstandes und der Eheschließung von 1875 konnte in Deutschland in das Geburtsregister nur „männlich“ oder „weiblich“ eingetragen werden.
Es gab zunehmend Kritik, dieser Zwang diskriminiere die intergeschlechtliche Minderheit. Der Deutsche Ethikrat schlug im Februar 2012 dem Deutschen Bundestag vor, „dass intergeschlechtliche Menschen auch den Eintrag ‚andere‘ wählen können“. Einen Zwang zur Festlegung auf „männlich“ oder „weiblich“ wertete der Rat als einen „nicht zu rechtfertigenden Eingriff in das Persönlichkeitsrecht und das Recht auf Gleichbehandlung“.
Am 7. Mai 2013 verabschiedete der Bundestag eine Änderung des Personenstandsgesetzes. Seit dem 1. November 2013 lautete der neu eingefügte § 22 Abs. 3 PStG: „Kann das Kind weder dem weiblichen noch dem männlichen Geschlecht zugeordnet werden, so ist der Personenstandsfall ohne eine solche Angabe in das Geburtenregister einzutragen.“ Die Eintragung eines intergeschlechtlichen Kindes im Geburtenregister als „inter“ oder „divers“ ließ das Gesetz hingegen nicht zu. Am 10. Oktober 2017 entschied das Bundesverfassungsgericht, dass es gegen das Persönlichkeitsrecht von intergeschlechtlichen Menschen verstößt, wenn diese nicht mit „inter“, „divers“ oder durch eine andere positive Bezeichnung im Geburtenregister aufgeführt werden dürfen. Es gab dem Gesetzgeber bis Ende 2018 Zeit, eine Neuregelung zu schaffen, die eine solche Eintragung ermöglicht. Die Bundesregierung legte am 15. August 2018 einen dem Urteil entsprechenden Entwurf vor. „Der Gesetzentwurf sieht hier vor, dass der Standesbeamte neben den bereits vorgesehenen Varianten die Angabe ‚divers‘ eintragen kann.“ Gem. § 22 Abs. 3 PStG in der seit dem 22. Dezember 2018 geltenden Fassung kann der Personenstandsfall auch mit der Angabe „divers“ in das Geburtenregister eingetragen werden, wenn das Kind weder dem weiblichen noch dem männlichen Geschlecht zugeordnet werden kann.
Personen mit Varianten der Geschlechtsentwicklung können gem. § 45b PStG gegenüber dem Standesamt erklären, dass die Angabe zu ihrem Geschlecht nachträglich durch eine andere in § 22 Abs. 3 PStG vorgesehene Bezeichnung ersetzt oder gestrichen werden soll. Die dafür vorausgesetzte Variante der Geschlechtsentwicklung ist nach höchstrichterlicher Rechtsprechung nur dann gegeben, wenn das Geschlecht nicht eindeutig anhand angeborener körperlicher Merkmale als weiblich oder männlich bestimmt werden kann. Eine lediglich empfundene Intergeschlechtlichkeit ist hierfür nicht ausreichend.
Von der 2018 eingeführten Möglichkeit, den Geschlechtseintrag zu „divers“ eintragen zu lassen, wurde laut Fallzahlen bis Ende September 2020 in etwa 300 Fällen (0,00036 %) Gebrauch gemacht. Bei Neugeborenen, für die Eltern statt „Junge“ oder „Mädchen“ eine dritte Option als Geschlechtseintrag wählen können, gab es:
- 2017 17 Kinder,
- 2018 15 und
- 2019 11 Fälle, bei bundesweit 780.000 Geburten.[103]

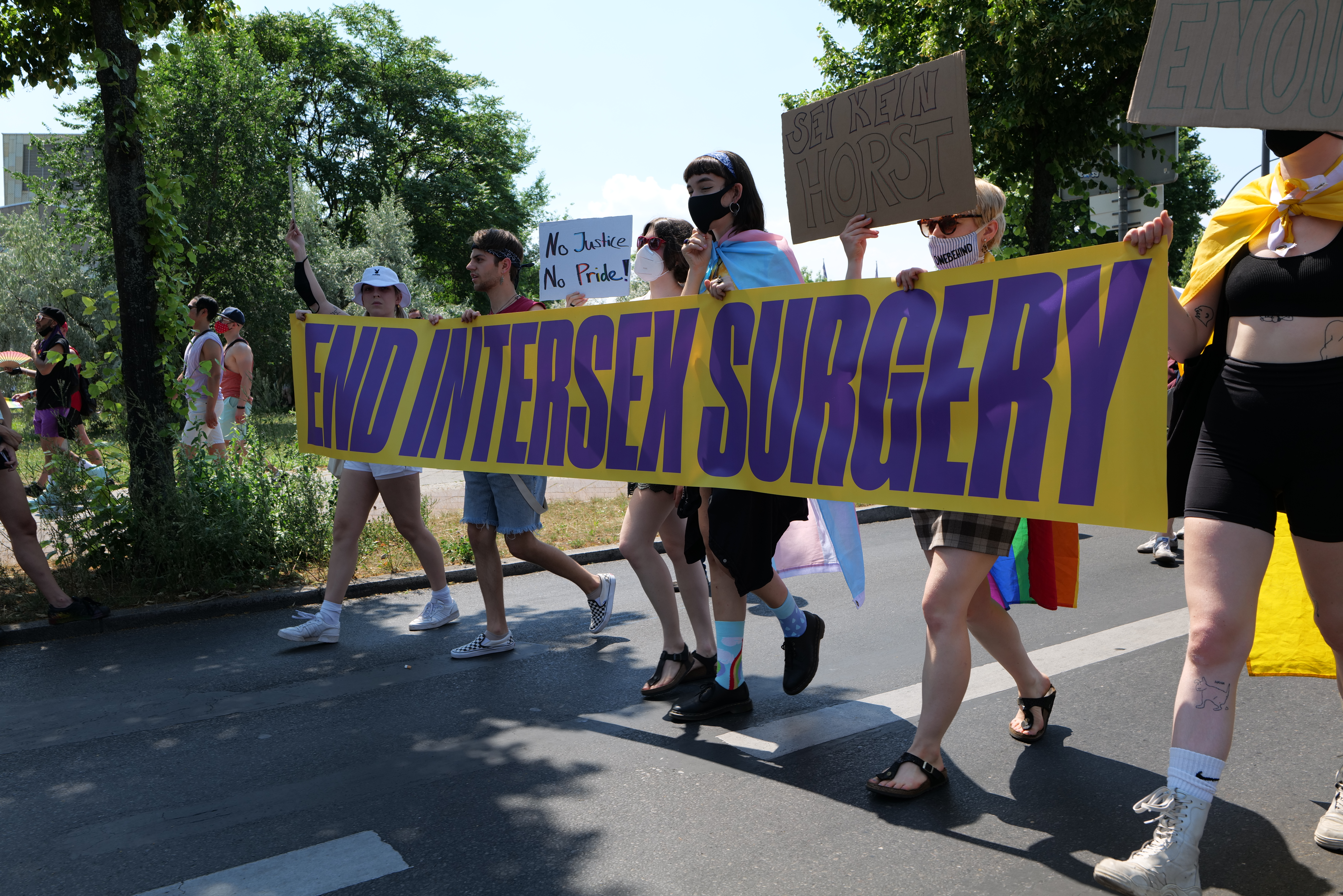
Menschen auf einer Pride-Veranstaltung in Berlin im Jahr 2020, also vor der Verabschiedung dieses Gesetzes, die ein Banner mit der Aufschrift „End Intersex Surgery“ tragen (deutsch „Beendet Intersex-Operationen“)

Ein Gesetzentwurf, der ein generelles Operationsverbot bei nicht einwilligungsfähigen Kindern mit Varianten der Geschlechtsentwicklung vorsieht, wurde im Wesentlichen unverändert am 25. März 2021 im Bundestag verabschiedet. Das Gesetz soll laut einem Bericht im Deutschen Ärzteblatt die selbstbestimmte Entscheidung von Kindern und Jugendlichen stärken und mögliche Schäden für deren Gesundheit vermeiden. Eine operative Veränderung von Geschlechtsmerkmalen dürfte dann – auch mit Zustimmung der Eltern – nur durchgeführt werden, wenn der Eingriff nicht bis zu einer selbstbestimmten Entscheidung des Kindes aufgeschoben werden kann. Hinzugezogene Rechtswissenschaftler und Psychologen befürworten den Ansatz mehrheitlich. Die Bundespsychotherapeutenkammer fordert außerdem die verpflichtende Beteiligung einer intergeschlechtlichen Beratungsperson, bei der Begutachtung vor einem möglichen Eingriff. Der Entwurf und das letztlich verabschiedete Gesetz wurden von der Organization Intersex International (OII) Germany sowie vom Intergeschlechtliche Menschen e. V. scharf kritisiert, da sie zu viele Ausnahmen vorsehen und intergeschlechtliche Kinder und Jugendliche nicht ausreichend vor geschlechtsangleichenden Eingriffen schützen.
Mit dem Gesetz zum Schutz von Kindern mit Varianten der Geschlechtsentwicklung vom 12. Mai 2021 wurde § 1631e BGB neu in das Bürgerliche Gesetzbuch eingefügt. Das Gesetz trat am 22. Mai 2021 in Kraft.
Der Europäische Gerichtshof für Menschenrechte hat 2023 geurteilt, dass in Frankreich aus Gründen der Unveräußerlichkeit des Personenstandes und der Notwendigkeit eines zuverlässigen Personenstandsregisters ein intergeschlechtlicher Mensch keinen Anspruch darauf habe, dass statt männlich oder weiblich in die Geburtsurkunde intersexuell oder neutral eingetragen wird. Bei der Anerkennung eines dritten Geschlechts handele es sich um eine Frage, die die nationale Gesellschaft zu entscheiden habe. Der Grundsatz des französischen Rechts, den Personenstand auf der Grundlage von zwei Geschlechtern zu organisieren, sei zu respektieren (Az. 76888/17).

## Kulturelle Aspekte

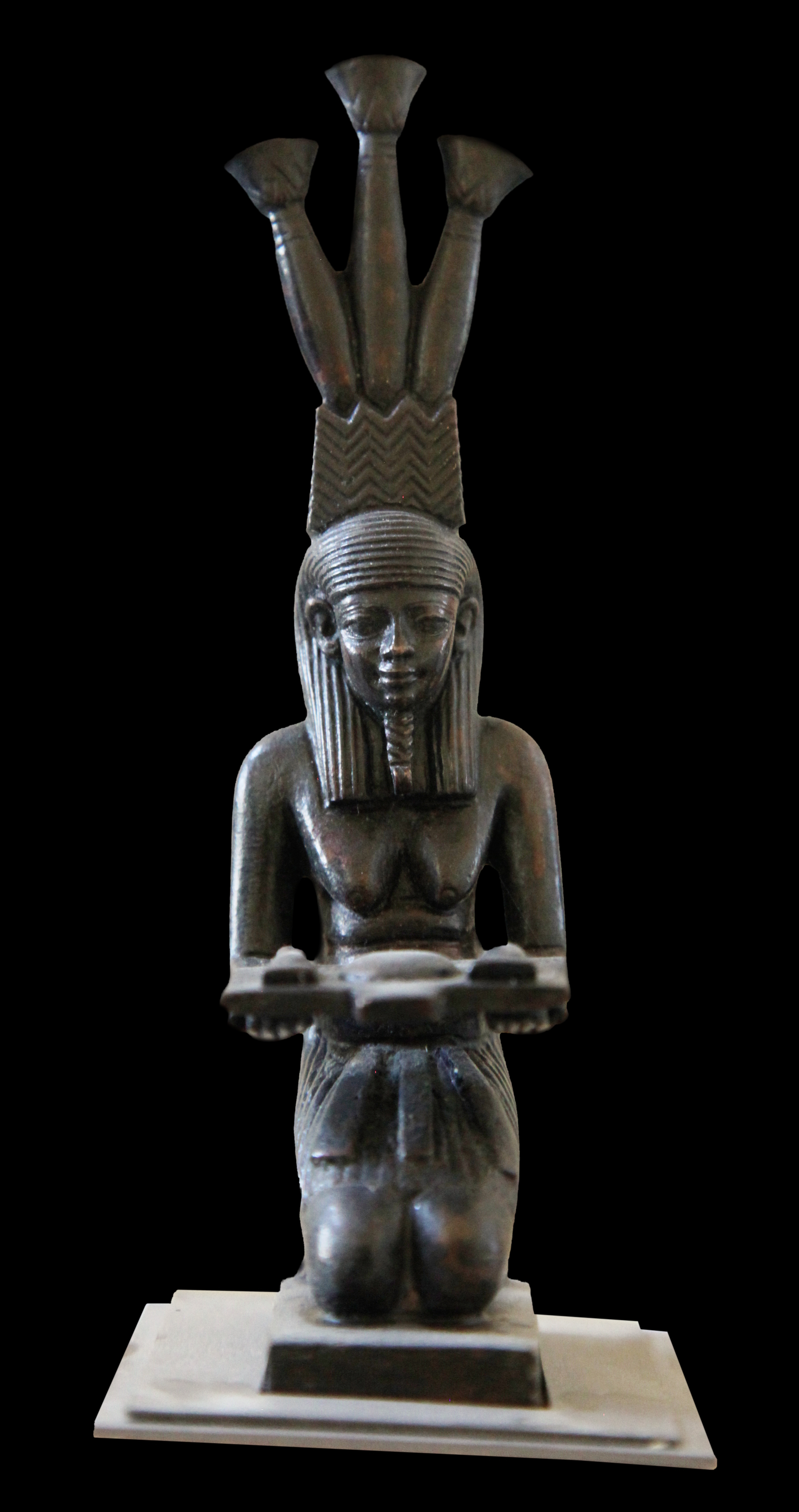
Statue (zwischen 664 und 323 vor Christus) der agyptischen Gottheit Hapi, die meist mit Brüsten und einem falschen Bart dargestellt und auch „Vater der Götter“ genannt wurde

Die Idee, dass eine strikte Aufteilung aller Menschen in zwei Geschlechter (z. B. Adam und Eva) den natürlich vorhandenen Gegebenheiten nicht gerecht werde, ist nicht neu. In einigen Kulturen und Religionen werden intergeschlechtliche Personen (oft zusammen mit transgeschlechtlichen Personen) als Angehörige eines dritten Geschlechts betrachtet, zum Beispiel die thailändischen Kathoeys.
Die indischen Hijra sind berühmt geworden als erstes von Staats wegen juristisch anerkanntes „drittes Geschlecht“. Hijra haben eine traditionell eigene Geschlechtsrolle (Gender), die von der männlichen und der weiblichen verschieden sind, diese gilt traditionell als von Geburt an gegeben und unveränderlich. Allerdings sind nur wenige Hijra tatsächlich von Geburt an intergeschlechtlich, die meisten Hijra wurden als Jungs geboren.
Die norwegische Anthropologin Unni Wikan beschrieb die Chanith (auch xanith, khanith, arabisch خنيث, DMG ḫanīṯ) aus dem Nordosten des Oman. Chanith waren abgeschätzt etwa zwei Prozent der männlichen Bevölkerung in den 1970er Jahren. Es handelt sich um ein soziales Rollenmodell (gender), mit Verhaltensweisen und Kleidermoden zwischen den traditionell im Oman praktizierten Geschlechterrollen. Viele Chanith arbeiteten als Prostituierte. Nach Wikans Deutung setzt die männliche Rolle in der omanischen Gesellschaft auch die „männliche“ Rolle im Geschlechtsverkehr voraus. Ein Rollenwechsel zwischen Chanith und Mann ist jederzeit möglich: sobald „männliche“ Sexualität praktiziert wird, wird der Chanith zum (sozialen) Mann. Chanith sind damit ein Rollenmodell im Rahmen der praktizierten Homosexualität. Ein direkter Bezug zu Intergeschlechtlichkeit besteht nicht.
In indigenen nordamerikanischen Kulturen wurden Personen, die im Verhalten und in der Kleidung das Rollenmodell des jeweils anderen Geschlechts annahmen, Nadlehee (auch Nadle) oder Berdache genannt. Diese waren angesehen und hatten besondere Rollen in der Gesellschaft, besonders auch in der kultischen Praxis. Nach den meisten Forschern soll es sich überwiegend um biologisch männliche Personen gehandelt haben, genaue Aussagen sind schwierig, weil die Praxis untergegangen und verloren ist. Nach einer Untersuchung des US-amerikanischen Anthropologen Willard Williams Hill in den 1930er Jahren sollen speziell beim Volk der Navajo die Nadle vor allem, aber nicht ausschließlich intergeschlechtliche Menschen gewesen sein; diese wurden von Geburt an auf ihre besondere Rolle vorbereitet. Moderne Vertreter der indigenen Völker Nordamerikas lehnen den Begriff Berdache ab, da er von Europäern geprägt worden sei. 1990 wurde auf einer Konferenz in Winnipeg, Kanada, der moderne Ersatzbegriff Two-Spirit neu eingeführt.
Die Burnesha (auch eingeschworene Jungfrauen) des nördlichen Albaniens und angrenzenden Montenegro sind Frauen, die im Rahmen des Kanun genannten Rechtssystems die soziale Rolle von Männern in der albanischen Gesellschaft einnehmen. Damit können sie in der strikt patriarchalen traditionellen albanischen Gesellschaft die Rolle des Familienoberhaupts antreten, die sonst Männern vorbehalten war. Frauen können aus freiem Antrieb Burnesha werden und werden in dieser Rolle akzeptiert, ihnen ist aber dann die Heirat und jeder Geschlechtsverkehr verwehrt. Es besteht keine volle Einigkeit darin, ob Burneshe die volle männliche Rolle übernahmen oder doch in manchen Punkten eine eigene Rolle zwischen den traditionellen Geschlechtern zugewiesen bekamen. Eine nähere Beziehung zu Intergeschlechtlichkeit ist damit aber nicht gegeben.
In den traditionellen Gesellschaften Polynesiens gibt es auf zahlreichen Inseln Minderheiten mit kulturell abweichenden Geschlechterrollen, diese werden in Samoa Faʻafafine, in Tonga Fakaleiti, in Hawaii und Tahiti maha genannt. In allen Fällen handelt es sich um biologisch männliche Personen, die traditionelle Frauenrollen übernehmen. Da in den Gesellschaften die Geschlechterrollen traditionell eher über verschiedene Arbeiten in der Gemeinschaft als sexuell definiert waren, ist die Beziehung zu westlichen Konzepten wie Transgeschlechtlichkeit schwierig und zudem durch den Kontakt zu westlichen kulturellen Einflüssen im Wandel begriffen, zum Konzept der Intergeschlechtlichkeit gibt es keine Berührungspunkte. Faʻafafine haben männliche körperliche Geschlechtsmerkmale, betrachten sich im Selbstbild aber als weiblich. Die sexuelle Orientierung ist für das Selbstbild nicht zentral. Geschlechtliche Beziehungen zum selben biologischen Geschlecht werden von ihnen nicht als Homosexualität definiert.
In der altgriechischen Mythologie war der Seher Teiresias erst Mann, dann Frau und dann wieder Mann.

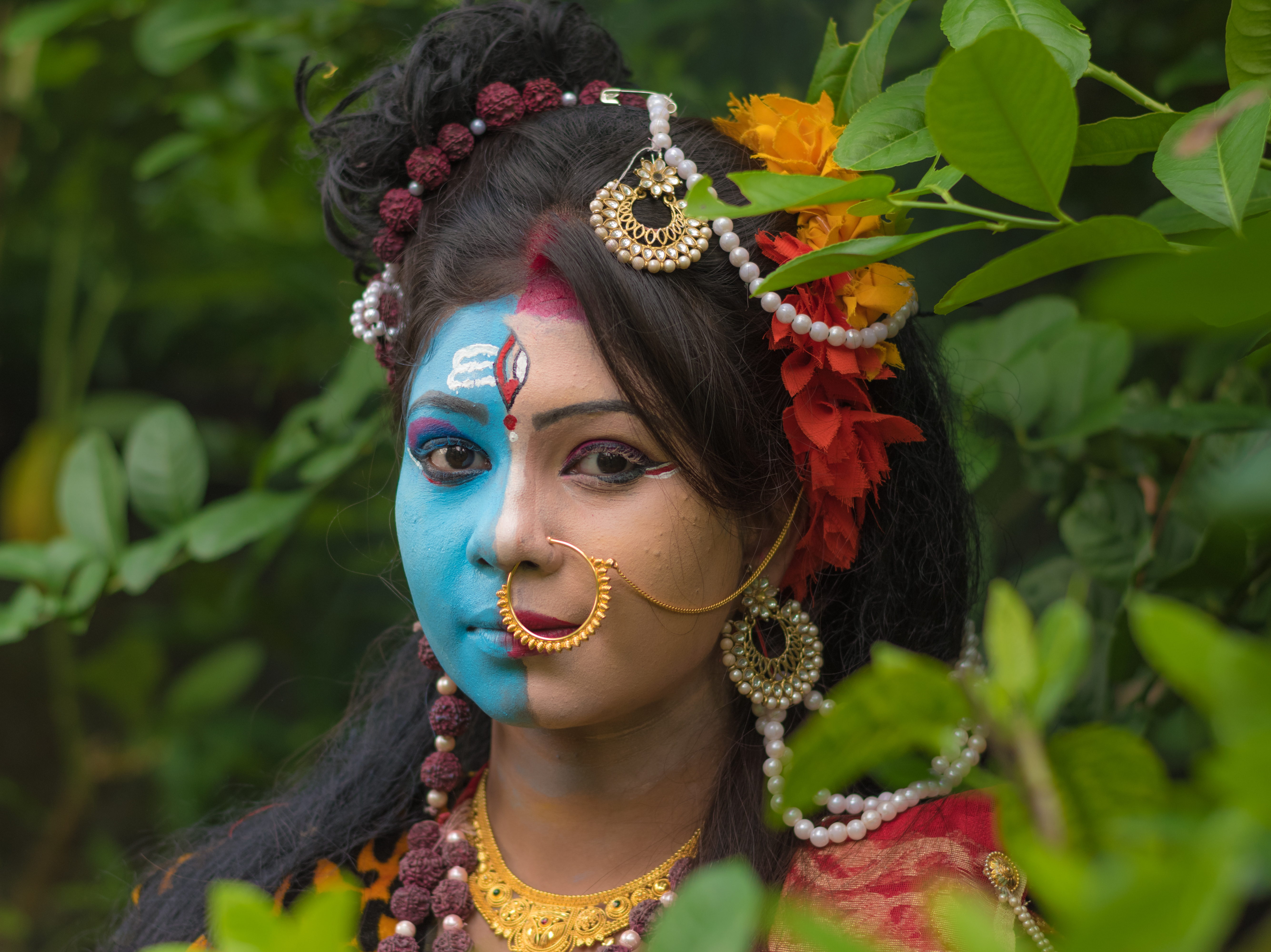
Verkleidung als Ardhanarishvara, ein halb männliches, halb weibliches göttliches Wesen aus der hinduistischen Mythologie

Intergeschlechtliche Gottheiten finden sich unter anderem in den buddhistischen und hinduistischen Hochkulturen. Im Shivaismus und Shaktismus (zwei spiegelbildliche Hauptkonfessionen des Sanatana Dharma) wird Göttlichkeit generell männlich*weiblich/weiblich*männlich gedacht. Shiva & Shakti sind die untrennbaren Bestandteile des Universums und bilden zusammen ein Prinzip. Mindestens 500 Millionen Menschen folgen diesem Konzept. Unterschiedlich ist die Gewichtung des männlichen/weiblichen: Die Shaivas beziehen sich etwas stärker auf die körperlose Dynamik (Shiva), die Shaktas mehr auf die Bedeutung der Urmaterialität (Shakti). Nach diesem Konzept sind beide Pole alleine machtlos. Shiva ist ohne Shakti körperlos, amateriell (Shava). Shakti hingegen ist ohne Shiva bewegungslos. Zusammen bilden sie den sich zyklisch transformierenden Kosmos. In der Gestalt der*des Ardhanarishvara finden sie eine besonders deutliche konzeptuelle Zusammenführung. Graphisch wird diese im heiligen Yantra-Ikon des Shatkona dargestellt, das den Shiva- und Shaktiaspekt in zwei ineinander verschränkten Dreiecken (Trikonas) in einem Hexagramm (Shatkona) verbindet. Shiva und Shakti beinhalten sich generell gegenseitig. Bekannt ist ebenfalls Bodhisattva Avalokiteshvara, Gottheit des Mitgefühls (japanisch Kannon). Auch hier wird das Transzendieren der Geschlechtergrenzen als spirituelle Überwindung der Dualität interpretiert.
In christlichen, patriarchalisch geprägten Gesellschaften wird dagegen häufig auf die Bibel verwiesen. Gott habe laut Schöpfungsgeschichte die Menschen ausschließlich als Mann und Frau geschaffen. Daher wurden intergeschlechtliche Menschen gerade hier immer wieder gezwungen, sich einem dieser beiden Geschlechter anzupassen. 1999 hat die intergeschlechtliche Theologin Sally Gross in Bezug auf zwei Bibelstellen (Gen 1,27  und Num 5,3 ) darauf hingewiesen, dass – dem Buchstaben nach – die Grammatik dieser Texte auf mehr als zwei Geschlechter hinweisen könnte. Dabei berief sich Gross auch auf einige talmudische Glossen, die einen anekdotischen Charakter haben.

## Historische Aspekte

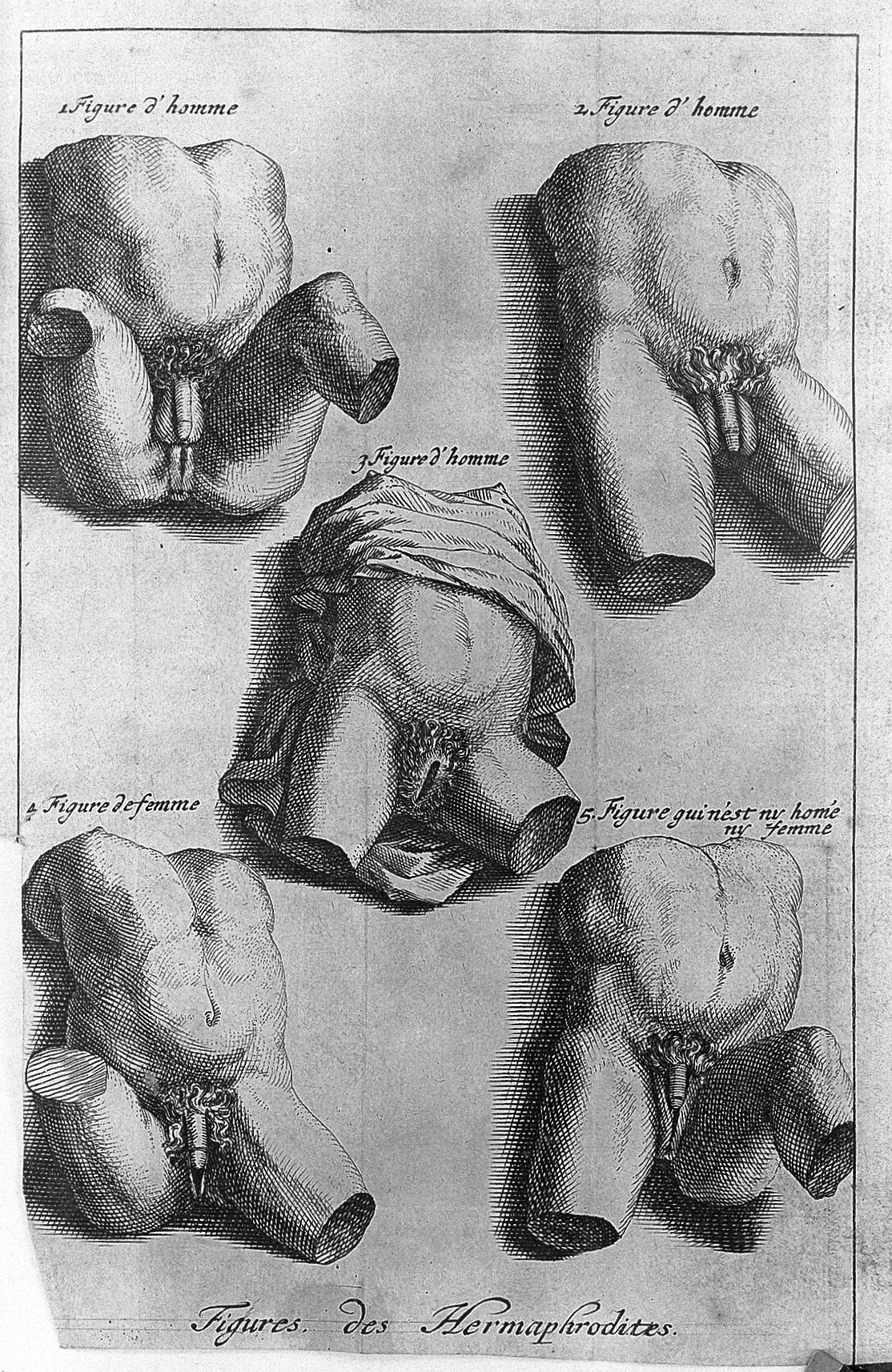
Von dem Mediziner Nicolas Venette im Jahr 1696 angefertigte Zeichnung intergeschlechtlicher Variationen

Die Bandbreite des historisch belegten Umgangs mit intergeschlechtlichen Menschen bis in die Frühe Neuzeit reicht von Verehrung bis zu Tötungsdelikten. Die Assimilierung von Hermaphroditen oder Zwittern, wie intergeschlechtliche Menschen vor der Einführung dieses Begriffes meist genannt wurden, in die beiden Geschlechter „Mann“ und „Frau“ erhielt mit der modernen Medizin eine völlig neue Qualität.
So stellte bis Ende des 19. Jahrhunderts in Preußen das Allgemeine Landrecht Hermaphroditen noch frei, sich ab dem vollendeten 18. Lebensjahr entweder für das männliche oder für das weibliche Geschlecht zu entscheiden. Bis dahin konnten die Eltern entscheiden, „zu welchem Geschlecht sie erzogen werden sollen“. Ein Dritter konnte jedoch, wenn seine Rechte vom Geschlecht eines „vermeintlichen Zwitters“ abhängig waren (u. a. durch die unterschiedlichen Rechte der Geschlechter, beispielsweise bei Erbschaften), die Begutachtung durch einen Sachverständigen beantragen, der auch gegen die Wahl des Zwitters oder seiner Eltern entscheiden konnte. Seit der zweiten Hälfte des 19. Jahrhunderts nahmen Mediziner jedoch zunehmend für sich in Anspruch, anhand willkürlicher und sich über die Zeit hinweg verändernder Kriterien das „wahre“ Geschlecht von „Pseudo“-Hermaphroditen unabhängig von deren Willen zu bestimmen – mit oft traumatischen Folgen für diejenigen, die plötzlich einem anderen Geschlecht zugewiesen wurden. Dies lässt sich unter anderem an der Autobiographie (Anfang des 19. Jahrhunderts) und dem Suizid von Herculine Barbin ablesen. In anderen „Fällen“ nahmen allerdings auch zahlreiche Mediziner Abstand davon, anhand von Keimdrüsen ein Geschlecht zuzuweisen. Auch wurde oftmals keine Operation vorgenommen, um im Körperinneren vermutetes Keimdrüsengewebe zu bestimmen, da solche Operationen gefährlich waren. Allerdings nahmen auch Patienten ab einem gewissen Alter selbst Einfluss auf die Diagnose.
Anfang des 20. Jahrhunderts wurden intergeschlechtliche Menschen darüber hinaus als „missgebildet“ und „krank“ klassifiziert. Ihre Geschlechtsorgane wurden nicht selten von Ärzten abfotografiert und öffentlich zur Schau gestellt.
Ein etwas besseres Bild gab es nach der Einführung des Begriffes „Intergeschlechtlichkeit“ vorübergehend in der Weimarer Republik. Die deutsche Ärzteschaft war, wie bei Hans Naujoks deutlich wird, intergeschlechtlichen Menschen gegenüber überaus positiv eingestellt, und entwickelte bis 1930, selbstverständlich entsprechend dem Stand der Forschung, relativ hochkomplizierte Operationstechniken, die auch Hormontherapie beinhalteten.
Im Gegensatz zur Nachkriegszeit war vor der NS-Zeit bei deutschen Ärzten das psychosoziale Geschlecht der Patienten entscheidend. Insbesondere wurde aus Respekt vor dem Wohle des Kindes und nicht wegen fehlender Möglichkeiten bewusst davon abgesehen, Kindern einen Körper aufzuzwingen, in dem sie unglücklich würden. Zwischen den Zeilen scheint Naujoks sogar zuzugeben, dass deutsche Ärzte auch transgeschlechtliche Menschen behandelt und dem Amt gegenüber die Diagnose manipuliert haben.
Die nationalsozialistische Diktatur in Deutschland war für intergeschlechtliche Menschen ein ganz besonders schwerer Rückschlag, bis in die heutige Zeit. Der führende Rassenhygieniker Fritz Lenz forderte 1936 Intersex-Forschungen an Zwillingen, und meinte damit Kinder. Der Deutsche Hugo Höllenreiner, der als ethnischer Sinto das Vernichtungslager Auschwitz überlebt hat, berichtete, wie er 1943 von Lagerarzt und Kriegsverbrecher Josef Mengele bei Versuchen zur operativen Geschlechtsumwandlung als neunjähriger Junge im Genitalbereich verletzt wurde. Höllenreiners Beschreibung lässt brutale Versuche zur Schaffung einer Neo-Vagina am Kind vermuten.
Seit den 1950er Jahren machte die Medizin ihr „Heilungsinteresse“ auch praktisch geltend. Zu diesem Zeitpunkt begann der amerikanische Arzt und Psychiater John Money mit frühkindlichen Operationen an intergeschlechtlichen Menschen zu experimentieren. Ziel war damals, die fehlende Geschlechtseindeutigkeit spätestens bis zum zweiten Lebensjahr durch massive chirurgische und hormonelle Eingriffe zu beheben. Die Empfehlung Moneys, das künftige Geschlecht des Kindes einfach nach Machbarkeit auszuwählen, setzte sich schließlich vierzig Jahre lang als ein internationaler Standard durch. Dieser Standard wird jedoch seit Mitte der 1990er Jahre sowohl durch die Proteste intergeschlechtlicher Menschen als auch durch die Kritik renommierter Mediziner wie Milton Diamond zunehmend in Frage gestellt (vgl. auch der John/Joan-Fall, bei dem John Money versuchte, einen endogeschlechtlichen Jungen nach einer gescheiterten Zirkumzision in ein Mädchen zu verwandeln).
Trotz immer stärker gewordener Kritik hat eine Studie der deutschen Vertretung der Internationalen Vereinigung Intergeschlechtlicher Menschen ergeben: „Für den Zeitraum 2005 bis 2014 ist also kein Rückgang „feminisierender“ und „maskulinisierender“ Genitaloperationen in der Kindheit festzustellen.“

## Aktuelle Aspekte
2008 und 2010 hat eine nationale Nichtregierungsorganisation die Nichterfüllung ratifizierter Rechte intergeschlechtlicher Menschen in „Schattenberichten“ bei den Vereinten Nationen in den Ausschuss für die Beseitigung der Diskriminierung der Frau (CEDAW) und den UN-Ausschuss für wirtschaftliche, soziale und kulturelle Rechte (CESCR) zur Verhandlung gebracht.
Ab 2010 beschäftigte sich der Deutsche Ethikrat mit der Situation intergeschlechtlicher Menschen und veröffentlichte 2012 eine Stellungnahme im Auftrag der Bundesregierung. Der Rat vertrat die Auffassung, dass intergeschlechtliche Menschen als ein Teil gesellschaftlicher Vielfalt den Respekt und die Unterstützung der Gesellschaft erwarten dürfen. Zugleich müssten sie vor medizinischen Fehlentwicklungen und Diskriminierungen geschützt werden.
Das am 7. Mai 2021 im deutschen Bundesrat verabschiedete Gesetz zur Änderung des Achten Sozialgesetzbuches (SGB VIII) enthält – erstmals in einem Rechtstext dieser Bedeutung – in § 9 Grundrichtung der Erziehung, Gleichberechtigung von jungen Menschen im 3. Absatz die Erwähnung von „transidenten, nichtbinären und intergeschlechtlichen“ Personen:

„Bei der Ausgestaltung der Leistungen und der Erfüllung der Aufgaben sind […]
3. die unterschiedlichen Lebenslagen von Mädchen, Jungen sowie trans-identen, nichtbinären und intergeschlechtlichen jungen Menschen zu berücksichtigen, Benachteiligungen abzubauen und die Gleichberechtigung der Geschlechter zu fördern.“

## Aktionstage
Am 17. Mai wird seit 2005 weltweit der Internationale Tag gegen Homo-, Bi-, Inter- und Transphobie (International Day Against Homophobia, Biphobia, Interphobia and Transphobia: IDAHOBIT) als Aktionstag begangen, um auf die Diskriminierung und Bestrafung von Menschen aufgrund ihrer sexuellen Orientierung oder Geschlechtsidentität hinzuweisen.
Am 26. Oktober findet der Intersex Awareness Day statt. Er wurde von der Organisation Intersex International Australia 1996 anlässlich der Anerkennung einer dritten Geschlechtsoption eingeführt.
Am 8. November wird der Intersex Day of Remembrance oder Intersex Solidarity Day begangen. Er markiert den Geburtstag von Abel Barbin.

## Mediale Repräsentation

### Spielfilme
- 1919: Der deutsche Stummfilm Aus eines Mannes Mädchenjahren von Julius Rode und Paul Legband war die Verfilmung der 1907 erschienenen Biografie der intergeschlechtlichen Person Karl M. Baer; der Film gilt als verschollen.
- 2006: In der Episode Kratzer in Lack (Skin Deep) muss sich Dr. House mit dem heroinabhängigen intergeschlechtlichen Model Alex auseinandersetzen.[140]
- 2007: Das deutsche „dokumentarische Experiment/visuelle Hörstück“ Die Katze wäre eher ein Vogel bietet Einblicke in die Erfahrungswelten von vier intergeschlechtlichen Menschen.[141]
- 2011: Die Münsteraner Tatort-Folge Zwischen den Ohren thematisiert Intergeschlechtlichkeit und die Akzeptanz- sowie Selbstfindungsprobleme, mit denen Menschen mit dieser genetisch bedingten Variation häufig zu kämpfen haben.
- 2012: Im Luzerner Tatort Skalpell geht es um den Mord an einem auf intergeschlechtliche Kinder spezialisierten Chirurgen.[142]
- 2014–2016: In der US-amerikanischen Fernsehserie Faking It ist die Figur der Lauren Cooper intergeschlechtlich (gespielt von Bailey De Young); thematisiert werden die Akzeptanz von außen und die eigene Akzeptanz der Betroffenen.[143][144]

## Dokumentationen
- 2001: Der deutsche Dokumentarfilm Das verordnete Geschlecht von Oliver Tolmein und Bertram Rotermund veranschaulicht Zwitter und Geschlechterpolitik in Deutschland.[145]
- 2006: Der österreichische Dokumentarfilm Tintenfischalarm zeigt die Geschichte des intergeschlechtlichen Alex Jürgen, der geschlechtsuneindeutig geboren wurde, im Kindesalter geschlechtsangleichende Operationen und Hormonbehandlungen zur Verweiblichung erhält und im Erwachsenenalter die Entscheidung zur operativen und hormonellen Veränderung zum Mann trifft; Alex Jürgen erstritt 2018 vor dem österreichischen Verfassungsgerichtshof die rechtliche Einrichtung der dritten Geschlechtsoption „divers“.[146][147]
- 2007: Der argentinische Film XXY behandelt das Thema Intergeschlechtlichkeit und die damit verbundenen Probleme anhand der Geschichte der 15-jährigen Alex.[148][149]
- 2017: Die französische Dokumentation Nicht Frau, nicht Mann! von Regine Abadia begleitet zwei intergeschlechtliche Aktivisten/Aktivistinnen, die sich vor allem gegen chirurgische Eingriffe und Hormonbehandlungen bei Kindern nach ihrer Geburt einsetzen (produziert von Arte France).[150]
- 2020: Die deutsche Dokumentation Sex und Identität – Eine diverse Geschichte von Olaf S. Müller veranschaulicht unter anderem die Vielfalt der biologischen Intergeschlechtlichkeiten (produziert vom Mitteldeutschen Rundfunk MDR; Sex steht hierbei für „biologisches Geschlecht“, vom englischen sex).[151]
- Video von WDR-Doku: Männlich oder weiblich? Das dritte Geschlecht auf YouTube, 7. Juni 2018 (43:03 Minuten).
- Video von WDR-Quarks: Intersexualität: Warum es mehr als zwei Geschlechter gibt auf YouTube, 29. Mai 2021 (43:50 Minuten; Doku von 2018).